# Superodontella
Genre
Superodontella est un genre de collemboles de la famille des Odontellidae.

## Liste des espèces
Selon Checklist of the Collembola of the World (version du 5 octobre 2019) :
- Superodontella alpina (Deharveng & Izarra, 1979)
- Superodontella altitudina Salmon, 1970
- Superodontella andrzeji Kaprus, 2009
- Superodontella arvensis (Paclt, 1961)
- Superodontella aspinata Deharveng & Izarra, 1979
- Superodontella bedosae Najt & Weiner, 1997
- Superodontella biloba Christiansen & Bellinger, 1980
- Superodontella biwonensis (Lee, 1974)
- Superodontella brevigranulata Massoud, 1963
- Superodontella carmenae Arbea & Luciáñez, 1991
- Superodontella ciconia Bedos & Deharveng, 1990
- Superodontella clavata (Christiansen & Bellinger, 1980)
- Superodontella conglobata Arbea & Jordana, 1991
- Superodontella cornifer (Mills, 1934)
- Superodontella cornuta (Yosii, 1965)
- Superodontella deharvengi Yoshii & Yayuk, 1989
- Superodontella delamarei Rusek, 1991
- Superodontella dilatata (Arbea, 1990)
- Superodontella distincta (Yosii, 1954)
- Superodontella empodialis (Stach, 1934)
- Superodontella euro Weiner & Stomp, 2003
- Superodontella ewingi (Folsom, 1916)
- Superodontella flammata Bedos & Deharveng, 1990
- Superodontella gisini (da Gama, 1961)
- Superodontella gladiator Agolin, Houssin & Deharveng, 2009
- Superodontella gladiolifer Massoud, 1965
- Superodontella gouzei Bedos & Deharveng, 1990
- Superodontella huculica Kaprus & Weiner, 2007
- Superodontella jeremiei Massoud & Thibaud, 1981
- Superodontella lamellifera (Axelson, 1903)
- Superodontella lolae (Simón, 1978)
- Superodontella longispina Bedos & Deharveng, 1990
- Superodontella macronychia Prabhoo, 1971
- Superodontella montemaceli Arbea & Weiner, 1992
- Superodontella multisensillata Kaprus & Weiner, 2007
- Superodontella nana (Cassagnau, 1954)
- Superodontella nepalica (Yosii, 1971)
- Superodontella orientalis (Ellis, 1976)
- Superodontella pefauri Díaz & Najt, 1995
- Superodontella proxima (Deharveng & Izarra, 1979)
- Superodontella rossi (Christiansen & Bellinger, 1980)
- Superodontella rotunda Kaprus, 2009
- Superodontella ruta Kaprus & Weiner, 2007
- Superodontella salmoni (Massoud, 1965)
- Superodontella scabra (Stach, 1946)
- Superodontella selgae (Arbea, 1990)
- Superodontella sensillata (Deharveng & Izarra, 1979)
- Superodontella shasta (Christiansen & Bellinger, 1980)
- Superodontella similis (Yosii, 1954)
- Superodontella stachi (Denis, 1947)
- Superodontella stella (Christiansen & Bellinger, 1980)
- Superodontella subalpina (Arbea, 1990)
- Superodontella subiasi Arbea & Weiner, 1992
- Superodontella sublamellifera (Denis, 1948)
- Superodontella substriata (Wray, 1952)
- Superodontella tayaensis Arbea, Brahim-Bounab & Hamra-Kroua, 2013
- Superodontella tlaloci Palacios-Vargas & Najt, 1985
- Superodontella tsukuba Tamura, 1999
- Superodontella tyverica Kaprus, 2009
- Superodontella uka (Christiansen & Bellinger, 1992)
- Superodontella vallvidrerensis (Selga, 1966)

## Publication originale
- Stach, 1949 : The Apterygotan fauna of Poland in relation to the world-fauna of this group of insects. Families: Neogastruridae and Brachystomellidae. Acta monographica Musei Historiae Naturalis, Kraków, p. 1-341.